# الیمینیشن چمبر

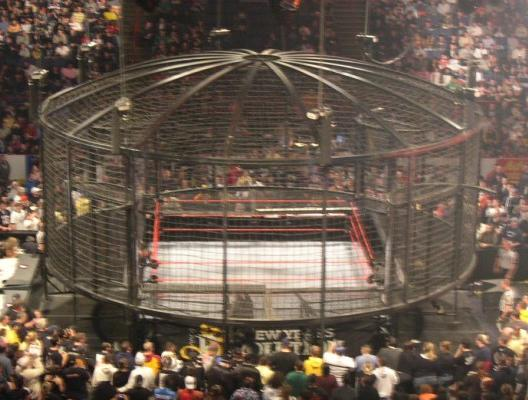
سازه اصلی الیمینیشن چمبر که بین سال‌های ۲۰۰۲ و ۲۰۱۵ مورد استفاده قرار گرفت.

الیمینیشن چمبر یا الیمینیشن چیمبر (به انگلیسی: Elimination Chamber) یک مسابقه حذفی در کشتی حرفه‌ای است که در دبلیودبلیوئی برگزار می‌شود. مسابقه توسط تریپل اچ ایجاد شد و توسط اریک بیشاف در نوامبر ۲۰۰۲ معرفی شد. در این مسابقه، یک سازهٔ فولادی دایره‌ای بزرگ و زنجیرمانند، رینگ را احاطه می‌کند.